# H.U.B.
H.U.B.は日本の作詞家である。
Blue Bird's Nest所属。

## 概要
東京都出身。
これまでに作詞した曲は300を超える。

## 作詞した曲
- 東方神起  「o 正反合（JPN ver.）」 「sky」「甘く果てしなく」「NO PAIN NO GAIN」「miss you」「party like madonna」
- xia 「rainy night」
- Lee jun hyun「ワ-Come On-」  「 Dato ～パックォ～ 」

- AFTERSCHOOL「Bang!」「FLASHBACK (JPN Ver.)」
- 安室奈美恵「DARLING」「shine more」
- 石川マリー「Cry & Try」
- RUI(イ・スンチョル)「close」
- 伊藤由奈「stuck on you」「Nobody Knows」「Perfume」「Fragile」「守ってあげたい」「WORKAHOLIC」
- インス「Love Letter」
- w-inds.「空から降りてきた白い星」
- ウェザーガールズ「恋の天気予報」「恋はトキメキ注意報」「Loving Pass～恋のパスワード～」
- X4「Girl」「Wonderful life」
- FTISLAND「BEAT IT」
- OWV「Scattered」「Fifth Season」
- ORANGE CARAMEL「BANGKOK CITY [Japan Ver.]」
- KAT-TUN「someday for somebody」
- カミタミカ「キレイになる私」
- COLOR CREATION「GREEN LIGHT」「Saturday Night」「Sunshine」「Black Papilio」
- 川畑要「Half Moon feat.鈴木雅之」
- 北乃きい「浮間舟渡」
- 木梨憲武「Laughing Days」
- Kirari「心やすめて」「SUNDAY PARTY」「RU Ready 4 Cypher」
- Crystal Kay「I'll be there」「君がいれば」「Cannonball」「Good Times」「恋におちたら」「Snowflake」「テレパシー」「Happy 045 Xmas」「Butterfly's Garden」「Lonely girl」
- クリス・ハート「I LOVE YOU」「Still loving you」
- CHEMISTRY「TWO AS ONE」
- 倖田來未「Hotel」
- JASMINE「Countdown」
- JUJU「Voice」「Be Myself」
- 少女時代「I'm a Diamond」
- SHINee「君がいる世界」
- SMAP「CHRISTMAS NIGHT」
- 東方神起「甘く果てしなく」「Answer」「ANDROID」「If...!?」「Everyday」「Electric Love」「OCEAN」「Keyword」「Christmas is loving」「Crimson Saga」「Crazy Crazy Crazy」「Close to you」「Get going」「五線紙」「Survivor」「Summer Dream」「Share The World」「SHINE」「Chandelier」「Showtime」「信じるまま」「Secret Game」「Jealous」「Jungle」「Sweat」「Sky」「SCREAM」「Stand Up!」「STEP BY STEP」「Spinning」「Special One」「Song for you」「大好きだった」「DIRT」「Champion」「Tea for Two」「Disvelocity」「Together」「Two hearts」「TRICK」「9095」「Nobody Knows」「NO PAIN NO GAIN」「Hide & Seek」「Hello」「Humanoids」「Beautiful you」「Fated」「FORCE」「BLINK」「Breeding Poison」「Baby, don't cry」「Pay it forward」「Box in the ship」「miss you」「約束」「Ride on」「Lovin' you」「Runaway」「Refuse to lose ～Introduction～」「Refuse to lose ～Full Version～」「Reboot」「Rainbow」「Y3K」「One More Thing」
- Nissy「GIFT」
- NEWS「Uri Sarang」
- V6「Catch」
- Flower「CALL」
- 山下智久「One in a million」「月の幻」